# Alter do Chão
Alter do Chão é uma vila portuguesa sede do Município de Alter do Chão pertencente ao Distrito de Portalegre e integrado na sub-região do Alto Alentejo da região do Alentejo.
O Município de Alter do Chão tem 362,07 km² de área e 3 180 habitantes (2023), subdividido em 4 freguesias. O município é limitado a norte pelo Crato, a sueste por Monforte, a sul por Fronteira, a sudoeste por Avis e a oeste por Ponte de Sor.

## Etimologia
O nome "Alter do Chão" possivelmente provém do nome celta "Abelterii" (equivalente a quinta de Abeltério em português), que depois foi aportuguesado para "Alter". Ao longo do tempo, adotou o nome "Alter do Chão", referindo-se ao local onde esta povoação se situa, existindo ainda a povoação de Alter Pedroso, que se encontra num local rochoso.

## Freguesias

Freguesias do município de Alter do Chão

O município está dividido nas seguintes freguesias:
| - Alter do Chão - Chancelaria |  | - Cunheira - Seda |

## História
Alter do Chão obteve o estatuto de concelho em 1232, por foral atribuído pelo Mestre Vicente, Bispo Chanceler do rei D. Sancho II, a quem estava entregue a acção povoadora do território da Diocese da Guarda, à qual Alter do Chão então pertencia.
A área do primitivo do concelho era limitada atendendo aos territórios hospitalários do Prior do Crato e da Ordem de Avis, e assim se manteve até ao século XIX. Torrejana pertencia ao então concelho de Seda, o qual estava inserido na Ordem de Avis, assim como o concelho de Alter Pedroso. O concelho de Alter do Chão agregava apenas duas freguesias, a da sede e a de S. Bartolomeu do Reguengo.
Outros reis concederam foral a Alter do Chão. Em 1270 deixa de estar sob a influência do Bispado da Guarda e recebe novo foral de D. Dinis em 1293. Entre outros privilégios, D. Dinis estabelecia nesse foral que Alter do Chão não seria dada em senhorio a ninguém. Em 1349 ocorre o episódio dos 12 Melhores de Alter, que mediante queixa ao rei se opuseram ao abuso do direito de aposentadoria por parte de um nobre, queixa que teve o atendimento do rei, mas pelo qual o nobre se iria vingar com a morte de alterenses.
Uma lápide colocada sobre o portal de entrada do castelo refere a sua conclusão, em 22 de Setembro de 1359, por D. Pedro I. Possivelmente a reconstrução do castelo teve o empenho do monarca, na sequência do referido episódio, para que Alter tivesse melhores condições de defesa.
Na sequência da doação de Alter do Chão ao condestável Nuno Álvares Pereira (1360–1431) por D. João I, é desfeita a regalia que D. Dinis havia estabelecido da vila não sair da coroa. Com o casamento em 1401 da única filha de Nuno Álvares Pereira, D. Beatriz Pereira de Alvim, com D. Afonso I, Duque de Bragança, Alter do Chão passa a fazer parte do senhorio da Casa de Bragança. Uma lápide com inscrição de 1432, refere a conclusão de obras no castelo ordenadas por D. Fernando, segundo Duque de Bragança, marca a propriedade deste pela Casa de Bragança.
Em 1512 é outorgado novo foral por D. Manuel I. A chancelaria é elevada a concelho em 1518 com foral de D. Manuel. Em 1524 é fundada a Santa Casa da Misericórdia de Alter do Chão, que vai incorporar o Hospital de S. Domingos já existente na vila. Em 1556 termina a construção do Chafariz Maneirista (Fontinha), obra de elevado valor artístico, cuja construção foi iniciada em 1555 sob o patrocínio da Casa de Bragança, segundo o Tombo velho da Misericórdia de Alter do Chão. Também sob o patrocínio desta Casa foi criado e construído o Convento de Santo António, para cujo lançamento da primeira e segunda pedra o duque D. Teodósio I visitou a vila.
Com o propósito de fornecer cavalos para a picaria real, em 1747 é fundada na Coutada do Arneiro a Coudelaria de Alter, com a designação de Reais Manadas. A eguada e os garanhões eram propriedade da Coroa e a coutada era da Casa de Bragança, a casa de família do rei. Um cavalo AR, o Gentil, entre vários analisados, foi escolhido pelo escultor Machado de Castro para modelo do cavalo da estátua equestre de D. José I erguida em 1775 no Terreiro do Paço para comemorar a renovação da baixa da cidade após o sismo de 1755.
A vila registou um progresso no final do século XVIII, patente nas obras realizadas, que permitiram a melhoria das condições de vida mediante o significativo reforço no abastecimento de água, com a construção de dois chafarizes (dos Bonecos e da Barreira) e melhoramentos na fonte do Vale da Pia.
Em 1790 é publicada a lei de abolição das jurisdições senhoriais e com a extinção das ordens religiosas e a reforma administrativa de 1836, foram integrados no concelho de Alter do Chão como freguesias os concelho de Seda e de Chancelaria, aumentando significativamente a dimensão do concelho de Alter do Chão.
Em 1899, uma carta de lei autoriza o emparcelamento da herdade municipal do Mato de Alter, o que vai permitir a entrega, em 1900, de 827 courelas a moradores da freguesia de Alter do Chão. Em 1900, o concelho de Alter do Chão, que para além das freguesias referidas agregava também a de Cabeço de Vide, tinha 7 997 habitantes, dos quais 3 281 na vila-sede.

## Património
- Castelo de Alter do Chão
- Castelo de Alter Pedroso ou Fortificações de Alter Pedroso (restos)
- Igreja do Convento de Santo António
- Castelo de Seda ou Fortificações de Seda (restos)
- Palácio do Álamo
- Palácio dos Viscondes de Alter ou Casa Nobre da Barreira
- Ponte de Vila Formosa

## Coudelaria de Alter
A Coudelaria de Alter, criada em 1748 pelo rei D. João V, é a mais antiga coudelaria portuguesa e a com maior tempo de funcionamento ininterrupto no mundo. A coudelaria, situada na Coutada do Arneiro, foi instalada e estruturada pelo rei D. José. Atualmente, além de ter a importante função de preservar o património genético da raça puro sangue lusitano, é também um ponto de interesse que atrai muitos turistas à região.

## Educação
O município de Alter do Chão tem várias escolas:
- Jardim de Infância de Alter do Chão
- Escola Básica N.º 1 de Alter do Chão
- Escola Básica 2,3 de Alter do Chão
- Escola Secundária Padre José Agostinho Rodrigues
- Agrupamento de Escolas de Alter do Chão
- Escola Profissional de Desenvolvimento Rural de Alter do Chão

## Evolução da população do município
De acordo com os dados do INE o Distrito de Portalegre registou no decénio 2011-2021 um decréscimo populacional na ordem dos 11,5% relativamente aos resultados do censo de 2011. No Município de Alter do Chão esse decréscimo rondou os 14,5%. 
| Número de habitantes                  | Número de habitantes | Número de habitantes | Número de habitantes | Número de habitantes | Número de habitantes | Número de habitantes | Número de habitantes | Número de habitantes | Número de habitantes | Número de habitantes | Número de habitantes | Número de habitantes | Número de habitantes | Número de habitantes | Número de habitantes |
| ------------------------------------- | -------------------- | -------------------- | -------------------- | -------------------- | -------------------- | -------------------- | -------------------- | -------------------- | -------------------- | -------------------- | -------------------- | -------------------- | -------------------- | -------------------- | -------------------- |
| 1864                                  | 1878                 | 1890                 | 1900                 | 1911                 | 1920                 | 1930                 | 1940                 | 1950                 | 1960                 | 1970                 | 1981                 | 1991                 | 2001                 | 2011                 | 2021                 |
| 4238                                  | 4372                 | 5432                 | 6205                 | 7326                 | 7610                 | 8131                 | 9328                 | 9552                 | 8383                 | 5695                 | 4963                 | 4441                 | 3938                 | 3562                 | 3044                 |
| Número de habitantes por grupo etário |                      |                      |                      |                      |                      |                      |                      |                      |                      |                      |                      |                      |                      |                      |                      |
|                                       |                      |                      | 1900                 | 1911                 | 1920                 | 1930                 | 1940                 | 1950                 | 1960                 | 1970                 | 1981                 | 1991                 | 2001                 | 2011                 | 2021                 |
| 0-14 Anos                             | 0-14 Anos            | 0-14 Anos            | 2784                 | 3477                 | 3462                 | 3423                 | 2967                 | 2527                 | 1935                 | 1160                 | 792                  | 626                  | 475                  | 384                  | 336                  |
| 15-24 Anos                            | 15-24 Anos           | 15-24 Anos           | 1533                 | 1691                 | 1810                 | 1997                 | 1583                 | 1748                 | 1235                 | 710                  | 633                  | 501                  | 418                  | 317                  | 259                  |
| 25-64 Anos                            | 25-64 Anos           | 25-64 Anos           | 3277                 | 3730                 | 3787                 | 4505                 | 4110                 | 4408                 | 4343                 | 3035                 | 2385                 | 2075                 | 1744                 | 1672                 | 1361                 |
| = ou > 65 Anos                        | = ou > 65 Anos       | = ou > 65 Anos       | 379                  | 494                  | 487                  | 469                  | 510                  | 630                  | 870                  | 790                  | 1153                 | 1239                 | 1301                 | 1189                 | 1088                 |

★ Número de habitantes "residentes", ou seja, que tinham a residência oficial neste município à data em que os censos  se realizaram
★★ De 1900 a 1950 os dados referem-se à população "de facto", ou seja, que estava presente no município à data em que os censos se realizaram. Daí que se registem algumas diferenças relativamente à designada população residente

## Política

### Eleições autárquicas[10]
| Data | %     | V     | %            | V            | %       | V       | %      | V      | %           | V         | %           | V  | %           | V   | %           | V       | %   | V   | %  | V  | %  | V  | Participação |             |
| Data | PS    | PS    | FEPU/APU/CDU | FEPU/APU/CDU | PPD/PSD | PPD/PSD | CDS-PP | CDS-PP | PCTP/MRPP   | PCTP/MRPP | AD          | AD | PRD         | PRD | PSD-CDS     | PSD-CDS | IND | IND | BE | BE | CH | CH | Participação |             |
| ---- | ----- | ----- | ------------ | ------------ | ------- | ------- | ------ | ------ | ----------- | --------- | ----------- | -- | ----------- | --- | ----------- | ------- | --- | --- | -- | -- | -- | -- | ------------ | ----------- |
| Data | 1976  | 40,95 | 3            | 26,11        | 1       | 16,54   | 1      | 9,12   | -           |           |             |    |             |     |             |         |     |     |    |    |    |    |              | 71,69 / 100 |
| 1979 | 34,36 | 2     | 30,18        | 2            | 28,29   | 1       | 1,98   | -      | 1,50        | -         | 81,70 / 100 |    |             |     |             |         |     |     |    |    |    |    |              |             |
| 1982 | 33,37 | 2     | 30,09        | 1            | AD      | AD      | AD     | AD     |             |           | 30,86       | 2  | 77,91 / 100 |     |             |         |     |     |    |    |    |    |              |             |
| 1985 | 35,66 | 2     | 32,34        | 2            | 23,63   | 1       |        |        |             |           | 4,33        | -  | 76,44 / 100 |     |             |         |     |     |    |    |    |    |              |             |
| 1989 | 35,01 | 2     | 32,18        | 2            | 28,65   | 1       |        |        | 78,27 / 100 |           |             |    |             |     |             |         |     |     |    |    |    |    |              |             |
| 1993 | 30,00 | 2     | 28,59        | 1            | 33,66   | 2       | 3,05   | -      | 76,02 / 100 |           |             |    |             |     |             |         |     |     |    |    |    |    |              |             |
| 1997 | 32,49 | 2     | 20,43        | 1            | 37,79   | 2       | 3,73   | -      | 70,25 / 100 |           |             |    |             |     |             |         |     |     |    |    |    |    |              |             |
| 2001 | 31,82 | 2     | 14,82        | -            | 48,42   | 3       |        |        | 72,38 / 100 |           |             |    |             |     |             |         |     |     |    |    |    |    |              |             |
| 2005 | 29,48 | 1     | 15,33        | 1            | PPD/PSD | PPD/PSD | CDS-PP | CDS-PP | 29,89       | 2         | 20,81       | 1  | 72,07 / 100 |     |             |         |     |     |    |    |    |    |              |             |
| 2009 | 17,98 | 1     | 12,89        | -            | 43,43   | 3       | 3,02   | -      |             |           | 19,92       | 1  | 72,33 / 100 |     |             |         |     |     |    |    |    |    |              |             |
| 2013 | 35,79 | 2     | 13,65        | 1            | 40,38   | 2       | 5,07   | -      |             |           | 69,20 / 100 |    |             |     |             |         |     |     |    |    |    |    |              |             |
| 2017 | 47,17 | 3     | 8,11         | -            | PPD/PSD | PPD/PSD | CDS-PP | CDS-PP | 38,96       | 2         | 1,75        | -  | 75,28 / 100 |     |             |         |     |     |    |    |    |    |              |             |
| 2021 | 39,85 | 2     | 7,16         | -            | PPD/PSD | PPD/PSD | CDS-PP | CDS-PP | 43,79       | 3         | 3,02        | -  | 3,27        | -   | 72,43 / 100 |         |     |     |    |    |    |    |              |             |

### Eleições legislativas
| Data | %     | %     | %       | %       | %     | %     | %        | %     | %     | %     | %    | %   | %       | % | %  | %  |
| Data | PS    | PCP   | PSD     | CDS     | UDP   | AD    | APU/ CDU | FRS   | PRD   | PSN   | BE   | PAN | PSD CDS | L | CH | IL |
| ---- | ----- | ----- | ------- | ------- | ----- | ----- | -------- | ----- | ----- | ----- | ---- | --- | ------- | - | -- | -- |
| 1976 | 36,98 | 26,57 | 12,51   | 11,23   | 0,95  |       |          |       |       |       |      |     |         |   |    |    |
| 1979 | 22,41 | APU   | AD      | AD      | 2,20  | 34,02 | 32,76    |       |       |       |      |     |         |   |    |    |
| 1980 | FRS   | APU   | AD      | AD      | 0,50  | 35,01 | 27,76    | 28,87 |       |       |      |     |         |   |    |    |
| 1983 | 34,17 | APU   | 21,13   | 7,69    | 0,54  |       | 29,52    |       |       |       |      |     |         |   |    |    |
| 1985 | 23,58 | APU   | 21,78   | 3,84    | 1,05  | 27,74 | 15,15    |       |       |       |      |     |         |   |    |    |
| 1987 | 21,90 | CDU   | 38,32   | 2,33    | 0,81  | 22,90 | 5,72     |       |       |       |      |     |         |   |    |    |
| 1991 | 26,69 | CDU   | 40,62   | 3,17    |       | 18,42 | 0,94     | 1,55  |       |       |      |     |         |   |    |    |
| 1995 | 42,16 | CDU   | 25,18   | 8,02    | 0,99  | 17,41 |          | 0,39  |       |       |      |     |         |   |    |    |
| 1999 | 47,56 | CDU   | 24,04   | 5,92    |       | 16,99 | 0,35     | 0,61  |       |       |      |     |         |   |    |    |
| 2002 | 41,26 | CDU   | 31,29   | 7,67    | 14,34 |       | 1,48     |       |       |       |      |     |         |   |    |    |
| 2005 | 51,17 | CDU   | 22,69   | 4,87    | 13,96 | 4,09  |          |       |       |       |      |     |         |   |    |    |
| 2009 | 33,27 | CDU   | 27,12   | 10,61   | 15,16 | 7,55  |          |       |       |       |      |     |         |   |    |    |
| 2011 | 29,11 | CDU   | 33,59   | 12,99   | 14,35 | 3,39  | 0,26     |       |       |       |      |     |         |   |    |    |
| 2015 | 42,35 | CDU   | PSD/CDS | PSD/CDS | 13,70 | 6,34  | 0,57     | 29,62 | 0,11  |       |      |     |         |   |    |    |
| 2019 | 41,05 | CDU   | 22,25   | 5,82    | 12,34 | 7,86  | 1,28     |       | 0,32  | 2,24  | 0,38 |     |         |   |    |    |
| 2022 | 44,10 | CDU   | 26,60   | 1,35    | 9,03  | 3,01  | 0,25     | 0,31  | 11,43 | 1,41  |      |     |         |   |    |    |
| 2024 | 33,35 | CDU   | AD      | AD      | 24,94 | 6,74  | 2,90     | 0,50  | 0,72  | 24,89 | 1,84 |     |         |   |    |    |